# Anti-Spaanse opstand in Messina
De Anti-Spaanse opstand in Messina, Sicilië, vond plaats van 1674 tot 1678. Het aanliggend deel van de naburige provincie Val Demone deed mee. Messina was een stad in het onderkoninkrijk Sicilië, dat deel was van het Spaanse Rijk. De opstand was een zijgebeuren binnen de Hollandse Oorlog en kreeg steun van het koninkrijk Frankrijk. De opstand werd beëindigd door de Vrede van Nijmegen (1678).

## Context

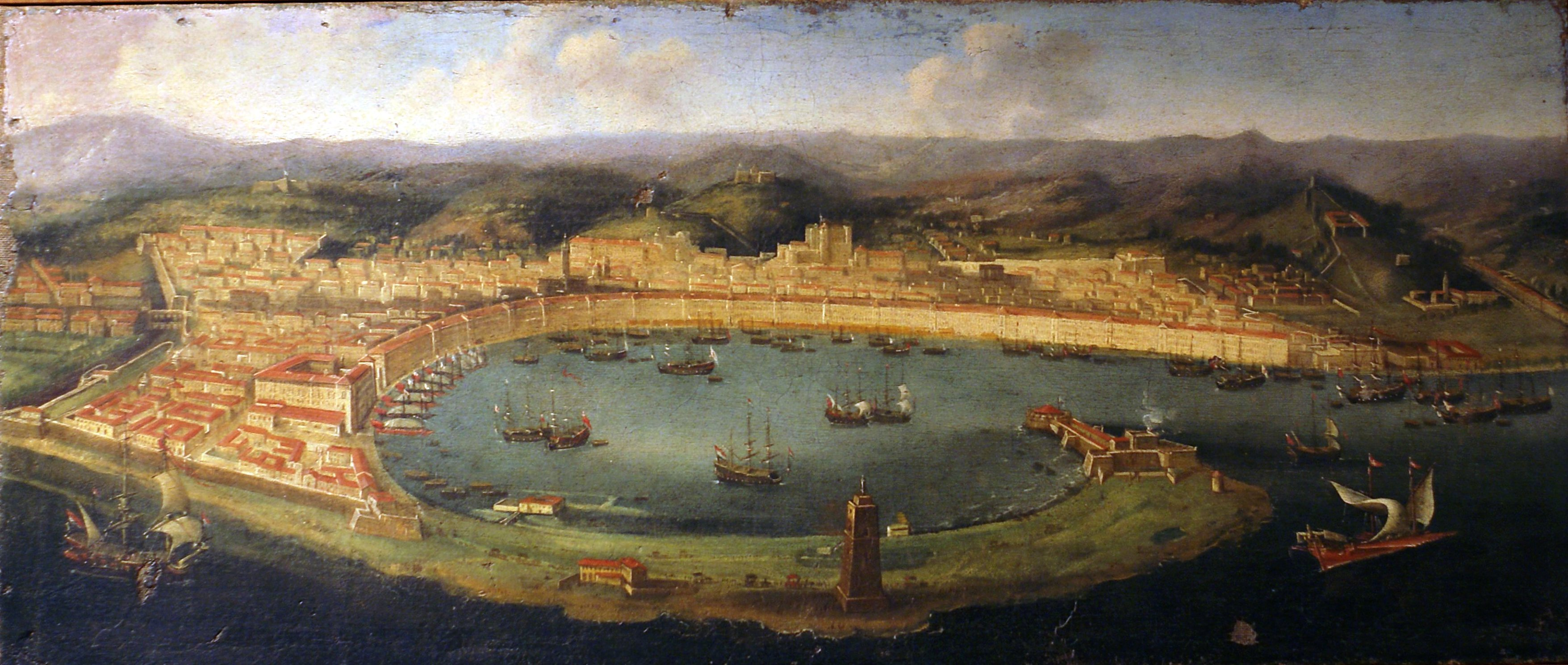
17e-eeuws zicht op Messina vooraleer de Anti-Spaanse opstand uitbrak

Messina genoot binnen het koninkrijk Sicilië semi-autonomie, en dit was het gevolg van eeuwenlange privilegies voor de haven en de handel zoals koning Alfons V van Aragón in de 15e eeuw had toegekend. Sindsdien had de havenstad Messina zich ontwikkeld tot een handelsmetropool met alle geopolitieke gevolgen van dien in de Middellandse Zee. Voor Messina was het Spaans bestuur over Sicilië verstikkend, zowel politiek, diplomatiek als fiscaal. De Spanjaarden interesseerden zich meer in de belastingen die Messina opbracht dan in de verzuchtingen van de inwoners.  

## Aanloop (1671-1674)
Het ambt van Spaanse baljuw in Messina heette strategoto. De strategoto moest in theorie toezien op de machtige senaat van Messina. De senaat was het stadsbestuur dat verkozen werd door de stadsadel uit hun middens. De stadsadel bezat buiten de stadsstaat Messina uitgestrekte landbouwdomeinen in de naburige provincie Val Demone. In 1671 overleed strategoto Pietro Isimbaldi uit Milaan op eigenaardige manier. Het balkon waarop hij op stond, stortte in. De nieuwe strategoto was Luis Del Hoyo. Del Hoyo pookte de onrust op tussen de elitaire senaat versus de winkeliers en andere mensen uit de volksklasse. Dit deed hij doelbewust tijdens de zware hongersnood in de jaren 1671-1672 die niet alleen Messina trof, maar ook andere steden van Sicilië. Del Hoyo verspreidde het gerucht dat de pakhuizen van Messina vol met graan lagen en dat de senatoren hiermee speculeerden. In maart 1671 braken broodrellen uit: een deel van de bevolking plunderde de huizen van de senatoren. Strategoto Del Hoyo bracht de Spaanse onderkoning van Sicilië op de hoogte dat de senaat van Messina geen greep had op de bevolking. De onderkoning was Claude Lamoral I van Ligne afkomstig uit de Zuidelijke of Spaanse Nederlanden.
Voor de senaat was de maat vol: Del Hoyo werd uitgeroepen tot vijand van Messina. De fracties van de strategoto en van de senaat bewapenden zich. Er volgden schermutselingen. De Spaansgezinden werden Merli genoemd; de rebellen noemden zich de Malvizzi. Onderkoning van Ligne reisde met soldaten, geld en graan naar Messina. In de jaren 1672-1674 kon van Ligne de gemoederen bedaren. Hij herorganiseerde de senaat zodat niet-edelen ook een zitje kregen. De hongersnood was verdreven. Hij bouwde enkele privilegies van Messina af zodat deze geen veto meer konden uitspreken over de kanselarij van de onderkoning in Palermo. 
Toen van Ligne in 1674 naar de Zuidelijke Nederlanden terugkeerde, leek alles gekalmeerd. Zijn opvolger als onderkoning was formeel Fadrique Alvarez de Toledo y Ponce de Léon.

## Fransgezinde opstand (1674-1678)

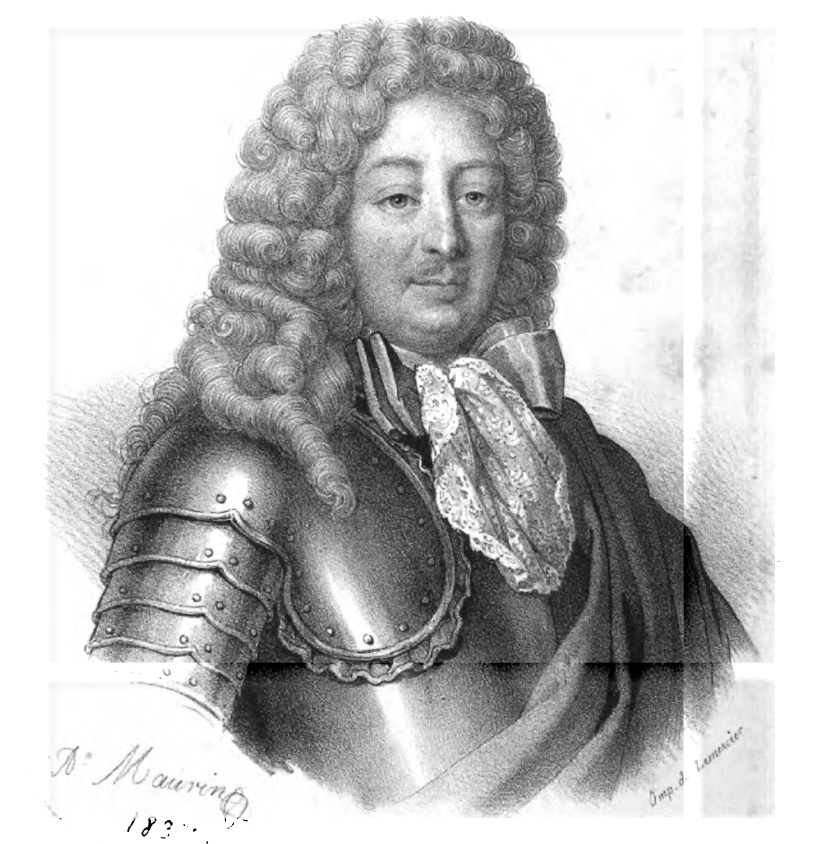
De hertog van Mortemart noemde zich (Frans) onderkoning van Sicilië (1675-1678)

De politieke situatie in Messina verziekte. In juli 1674 veroverde de senatoriale militie het paleis van de strategoto, een Spaanse kazerne en huizen van niet-edele stadsmagistraten en andere Spaansgezinden. Bendes die ofwel de senaat ofwel de strategoto steunden, slopen de stad binnen. Een interim-onderkoning werd in aller haast benoemd, Francisco Bazan de Bonavides, markies van Bayona. Zijn schip werd verjaagd zodat de markies onverrichter zake naar Palermo terugkeerde. De rebellie tegen de Spaanse Kroon was een feit. Aanhangers van de stadsadel in de naburige provincie Val Demone verjoegen waar ze konden, Spaanse ambtenaren. In Messina vonden executies plaats van Spaansgezinden, alsook lynchpartijen en ophangingen zonder proces. 
De rebellen organiseerden de verdediging van Messina, met behulp van munitie en kanonnen die ze hadden buit gemaakt (1674). Een fort kregen de opstandelingen niet in handen: de Santissimo Salvatore, waar de Brabantse ingenieur Grünenbergh moest vechten. Grünenbergh gaf zich nadien over aan de rebellen. De Spanjaarden ronselden de nodige soldaten in gebieden zoals Malta, Milaan, Napels maar ook in Palermo op Sicilië. Het Spaanse fort in het nabije Rometta werd versterkt met troepen. Het kwam tot vuurgevechten in de bergpaden rond Messina, doch Messina bleef in handen van de opstandelingen. Het belangrijkste treffen was de Slag bij Lombardello, die de rebellen wonnen (1674). Het koninklijk paleis, waar de onderkoning verbleef bij bezoeken aan Messinan, werd een trefpunt van de rebellen.
Messina zocht toenadering tot de Zonnekoning (1674). Deze was verwikkeld in de Hollandse Oorlog en zag in Messina een welgekomen nieuw front tegen de Republiek der Nederlanden en tegen Spanje. Messina bood het onderkoningschap van Sicilië aan aan Louis Victor de Rochechouart, hertog van Mortemart, generaal van de galeien en vanaf 1675 maarschalk van Frankrijk. De hertog bracht een kort bezoek aan Messina (1675). Hij stuurde zijn admiraals op oorlogspad. Het kwam tot de Slag bij Stromboli (1676), waarbij de Nederlandse vloot werd geleid door Michiel de Ruyter. De Fransen konden de Nederlands-Spaanse vloot niet verjagen. Datzelfde jaar 1676 vond de Zeeslag bij Agosta plaats, zonder overwinnaars, doch met een dodelijk gewonde Michiel de Ruyter. Ook de Slag bij Palermo (1676) vond kort nadien plaats, waarbij de Fransen bij verrassing het overwicht ter zee verwierven.
Terzelfdertijd veroverden de Fransen rond Messina meerdere havens: Forza d'Agrò, Taormina, Scaletta en Savoca (1676). Hiermee hadden de Fransen een deel van de oostkust van Val Demone in handen.

## Fransen dragen Messina over aan Spanje (1678)

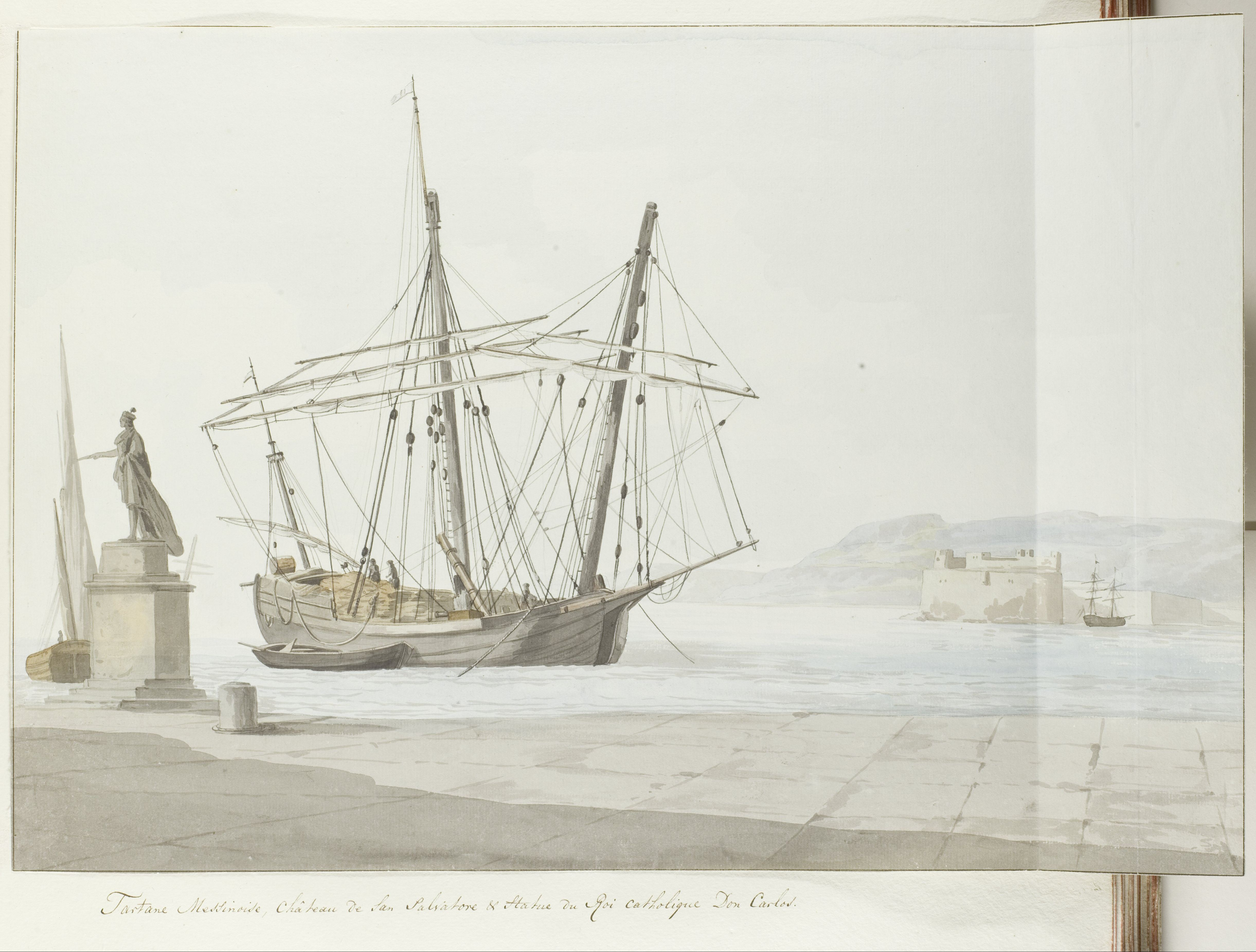
Links: standbeeld van koning Karel II van Spanje, na de opstand. In de achtergrond: Spaans fort Santissimo Salvatore.

De Zonnekoning zag op den duur af van steun voor een ‘onafhankelijk’ Messina (1678). Franse troepen trokken in stilte weg uit Messina en omgeving; zij stonden onder leiding van maarschalk François III d’Aubusson, markies van La Feuillade. De markies was nochtans in 1678 uitgeroepen tot (Frans) onderkoning van Sicilië in opvolging van de hertog van Montemart. Op de Franse schepen scheepten ook talrijke personen in uit de senatoriale elite. Frankrijk ondertekende de Vrede van Nijmegen in 1678: Messina moest terugkeren naar de Spaanse Kroon. De Spaanse onderkoning van Sicilië Francisco de Benavides trok met grote troepenmacht Messina binnen.
De onderdrukking van de rebellie was bloederig. Massa-executies vonden plaats. De elite werd gedecimeerd, voor zover ze in de stad was achtergebleven. De senaat werd ontmanteld en het senatoriaal paleis tot de grond afgebrand. In de plaats verrees een standbeeld van Karel II van Spanje. De universiteit Messina werd afgeschaft. Magistratuur en rechtbanken werden overgeheveld naar Palermo. Palermo was trouw gebleven aan de Spaanse Kroon ten tijde van de opstand in Messina 1674-1678. Palermo had hiermee haar rivaal Messina overtroefd niettegenstaande Palermo in de loop van de 18e eeuw meerdere hongeropstanden had gekend met anti-Spaanse gevoelens. Messina verloor haar handelsactiviteiten op zee. De jaarmarkt hield op te bestaan. De economie ging in recessie. 
De Spaanse forten in en rond Messina werden versterkt. Het ambt van strategoto werd uitgebouwd tot een militair gouvernement. Dit militair bestuur bleef bestaan in Messina tot 1812, tijdens de voorbereidingen van de oprichting van het koninkrijk der Beide Siciliën. 